# Погребальная ладья

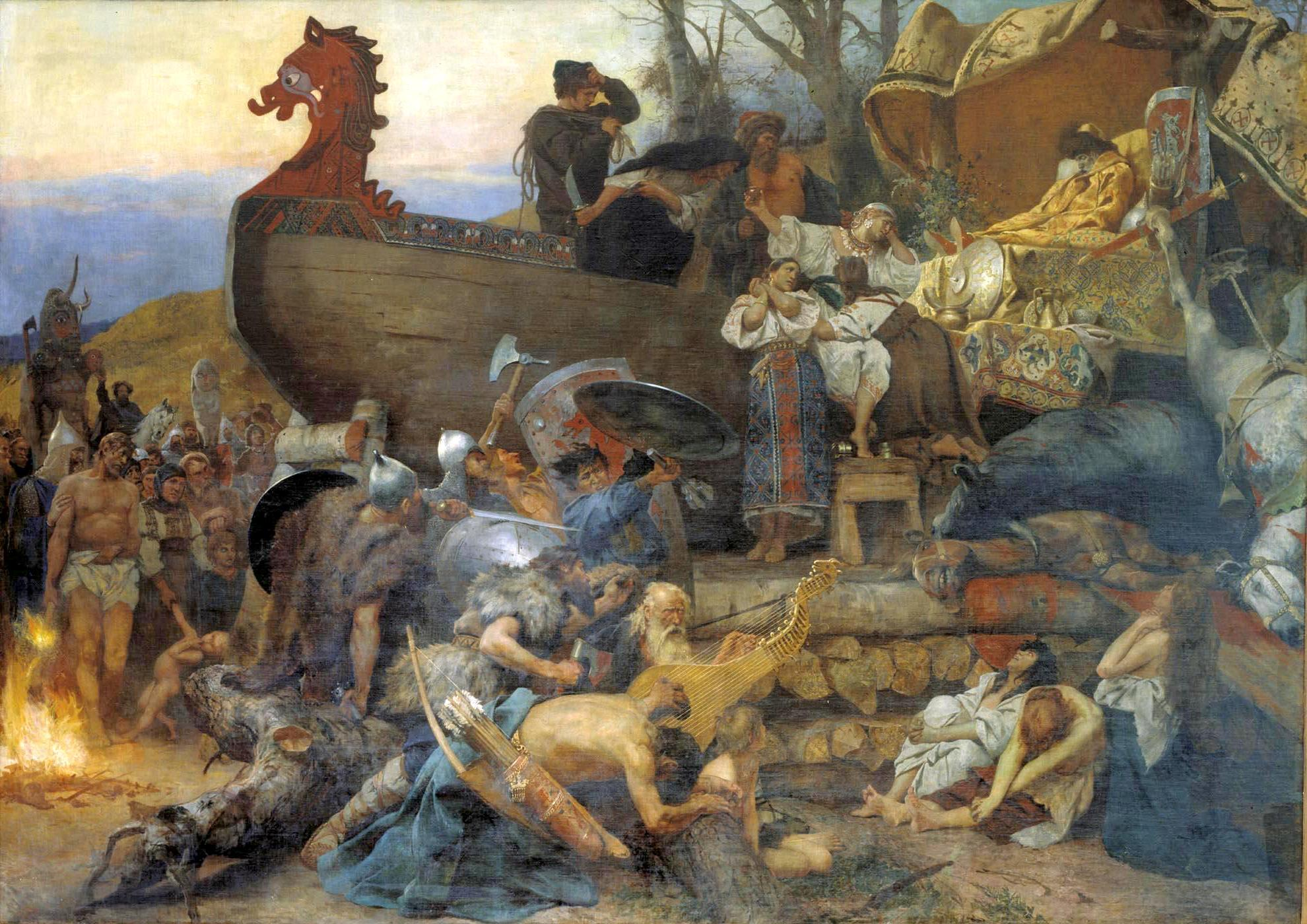
Погребение в ладье Игоря Старого в 945 году на картине «Похороны знатного руса» художника Генриха Семирадского, 1884 год

Погреба́льная ладья́ («кора́бль мёртвых») — обряд погребения, при котором в качестве вместилища для покойного и/или его погребальных даров используется судно (корабль или лодка).
В Средние века погребение в ладье практиковалось викингами (на илл.). Уникальное описание обряда сожжения в ладье вождя русов с рабыней оставил арабский путешественник и писатель 1-й половины X века Ибн-Фадлан.

## Распространение
Древнейшим известным примером являются остатки погребальной ладьи из могильника «Бузан-III» обнаруженные в 1996 в Ингальской долине. По своему возрасту находка сравнима со временем возникновения египетского иероглифического письма (3200—3100 до н. э.). Точная копия ладьи находится сейчас в Археологической галерее Ялуторовского острога.
В вендельский период обряд погребения в ладье был широко распространён среди англосаксов, франков меровингского королевства, викингов, варягов-русов, балтов (в особенности куршей). Для германцев ладья символизировала последнее плавание покойного в Валгаллу, таким образом, использование корабля в погребении было высшей честью.
Также погребальные лодки использовались многими культурами индейцев Северной Америки.

## Отражение обряда в культуре
Обряд погребения в ладье отразился также в сооружении погребальных монументов в виде корабля в различных частях света. На Балеарских островах в эпоху бронзового века это были наветы — гробницы в виде перевёрнутых лодок. В Скандинавии начиная с позднего бронзового века и до конца вендельского периода сооружаются каменные корабли — мегалитические композиции (кромлехи) из камней, очертания которых при виде сверху напоминают форму корабля.
Отправление умирающего индейцами в последнее плавание в лодке — финальная сцена фильма «Мертвец» Дж. Джармуша.

## Примеры погребений в ладье
Более развёрнутый список приведен в англоязычной версии данной статьи:
- Солнечная ладья Хеопса — древний Египет, около 2500 г. до н. э.
- Гокстадский корабль
- Осебергская ладья
- Тюнский корабль
- Саттон-Ху
- Рюриково городище
- Сарское городище
- Тимерёвский археологический комплекс
- Чёрная могила